# Giovanni Basadonna
Giovanni Basadonna (Napoli, 1806 – Rio de Janeiro, 1851) è stato un tenore italiano; divenne rapidamente celebre nei primi decenni del 1800 per il colorito scuro della voce, per l’incisività del fraseggio e la foga dell’interpretazione..

## Biografia
Nato a Napoli nel 1806, apprese e perfezionò la tecnica del canto sotto la guida del noto tenore Andrea Nozzari che stava trascorrendo a Napoli l'ultimo periodo della sua carriera. Debuttò a Venezia nel 1828 e nello stesso anno fu attivo a Verona. Nell’autunno 1830 cantò al “Teatro San Carlo” di Napoli dove sostenne la parte de Il Conte Ory nell'omonimo melodramma di Gioachino Rossini.
Nell’autunno del 1830 cantò al “Teatro San Carlo” di Napoli dove sostenne la parte principale de«Il Conte Ory» nell'omonimo melodramma di Gioachino Rossini ottenendo un successo tale da segnare il vero inizio della sua fama. Da allora «per oltre un decennio di continui trionfi brillò in quel teatro» accanto a Luigi Lablache, Antonio Tamburini e Paul Barroilhet, in opere specialmente di Gaetano Donizetti il quale lo apprezzò molto e di cui interpretò le prime esecuzioni di «Fausta»  il 15 gennaio 1832, di «Sancia di Castiglia» il 4 novembre 1832, e in particolare di «Roberto Devereux»  il 29 ottobre 1837.
Dal 1831 al 1844 cantò quasi ininterrottamente presso il “Teatro del Fondo” di Napoli, nonché al “Teatro Carlo Felice” di Genova dall’autunno 1833 alla primavera 1835, quindi al “Teatro Apollo” di Roma, durante il carnevale degli anni 1833, 1836 e 1838. Per la stagione 1833 cantò a Palermo presso il “Regio Teatro Carolino” e, durante la primavera 1834, al “Teatro Comunale di Modena”. Si esibì poi al “Teatro Nuovo” di Padova e, dal giugno 1834 al 1836, al “Teatro Comunale” di Trieste per il carnevale 1835. Approdò infine al “Teatro alla Scala” di Milano nella primavera del 1840.
Una frenetica routine che nel 1841 gli provocò seri problemi alle corde vocali. Il musicista francese François-Joseph Fétis, che in quel tempo si trovava a Napoli, gli suggerì allora d’interrompere l'attività teatrale e accettare un incarico di maestro di canto presso il Conservatorio Reale di Bruxelles. Basadonna tuttavia non seguì questo consiglio e seguitò a cantare seppure con sforzo crescente.
Sempre nel 1841 negli ambienti del Teatro San Carlo di Napoli fece la conoscenza del violoncellista Domenico Laboccetta primo violoncello di quell'orchestra che usava provare le sue parti cantando con lo strumento. Avendone apprezzato la gradevole voce tenorile con una serie di lezioni lo aiutò a perfezionarsi nella tecnica del belcanto lirico. Nel 1845 andò bensì a Bruxelles avendo accettato la scrittura in un teatro italiano che vi si stava organizzando ma, mentre vi cantava l'«Otello» di Rossini la voce gli venne a mancare costringendolo ad abbandonare la scena. Si trasferì allora a Vienna come insegnante di canto, dato che il posto precedentemente offertogli dal conservatorio belga era ormai stato occupato, ma le vicende politiche del 1848 lo costrinsero ad abbandonare la capitale austriaca.
Tornato in Italia tentò di riprendere a cantare ma nel 1851 partì per il Brasile con l'intenzione di fondare una scuola di canto a Rio de Janeiro. Giunto nella capitale Brasiliana, morì contagiato da una epidemia di febbre gialla che vi era frattanto scoppiata. Nel 1860 Francesco Regli scrisse di lui:«...La sua carriera fu tutta un trionfo. Fu la delizia di ogni teatro, e in ogni teatro colse applausi e corone. La sua voce, e più forse i suoi modi gentili andavano al cuore, tantoché in breve tempo si seppe collocare fra i più illustri tenori d'Italia...»